# Nötesjö
Nötesjö är en småort i Börringe socken i Svedala kommun, Skåne län. Den är uppkallad efter den intilliggande Nötesjön.